# Kotallī
Kotallī är en ort i Iran.   Den ligger i provinsen Nordkhorasan, i den nordöstra delen av landet, 500 km öster om huvudstaden Teheran. Kotallī ligger 1 665 meter över havet och antalet invånare är 411.
Terrängen runt Kotallī är huvudsakligen kuperad, men åt nordväst är den bergig. Kotallī ligger nere i en dal. Runt Kotallī är det ganska glesbefolkat, med 28 invånare per kvadratkilometer. Närmaste större samhälle är Showqān, 11,5 km väster om Kotallī. Omgivningarna runt Kotallī är i huvudsak ett öppet busklandskap.